# Plasmopara
Genre
Plasmopara est un genre de champignons oomycètes de la famille des Peronosporaceae.
Ce genre comprend diverses espèces pathogènes des plantes, responsables du mildiou de la vigne (Plasmopara viticola) et d'autres formes de mildiou sur carotte, persil, panais, cerfeuil, groseillier, tournesol et impatiente.

## Synonymes
Selon MycoBank (7 octobre 2014) :
- Rhysotheca Wilson 1907 ;
- Pseudoplasmopara Sawada 1922.

## Liste d'espèces
Selon Catalogue of Life (28 février 2019) :
- Plasmopara acalyphae (G. W. Wilson) G. W. Wilson, 1918
- Plasmopara achyranthis J. F. Tao & Y. Qin, 1983
- Plasmopara affinis Novot., 1962
- Plasmopara ammi Constant., 1968
- Plasmopara anemones-nemorosae Săvul. & O. Săvul., 1951
- Plasmopara anethi Jermal., 1966
- Plasmopara angustiterminalis Novot., 1962
- Plasmopara apii Săvul. & O. Săvul., 1951
- Plasmopara archangelicae Gapon., 1972
- Plasmopara asterea Novot., 1962
- Plasmopara asystasiae Vienn.-Bourg., 1954
- Plasmopara baudysii Skalický, 1954
- Plasmopara borreriae (Lagerh.) Constant., 1991
- Plasmopara calaminthae S. H. Ou, 1940
- Plasmopara carlottae Savile, 1965
- Plasmopara carthami Negru, 1967
- Plasmopara caucalis Săvul. & O. Săvul., 1951
- Plasmopara cenolophii Jermal., 1966
- Plasmopara centaureae-mollis T. Majewski, 1968
- Plasmopara cephalophora Davis, 1919
- Plasmopara cercidis C. G. Shaw, 1951
- Plasmopara chinensis Gorlenko, 1969
- Plasmopara cimicifugae S. Ito & Tokun., 1935
- Plasmopara cissi Vienn.-Bourg., 1954
- Plasmopara constantinescui Voglmayr & Thines, 2007
- Plasmopara cruseae C. G. Shaw & Safeeulla, 1962
- Plasmopara cryptotaeniae J. F. Tao & Y. Qin, 1986
- Plasmopara curta (Berk. & M. A. Curtis) Skalický, 1954
- Plasmopara dahurici Benua, 1931
- Plasmopara dauci Săvul. & O. Săvul., 1951
- Plasmopara densa (Rabenh.) J. Schröt., 1886
- Plasmopara domingensis (Cif.) Y. J. Choi & H. D. Shin, 2008
- Plasmopara elsholtziae J. F. Tao & Y. Qin, 1983
- Plasmopara epilobii J. Schröt., 1887
- Plasmopara euphrasiae Voglmayr & Constant., 2008
- Plasmopara galinsogae L. Campb., 1932
- Plasmopara geranii (Peck) Berl. & De Toni, 1888
- Plasmopara geranii-pratensis Săvul. & O. Săvul., 1951
- Plasmopara geranii-silvatici Săvul. & O. Săvul., 1951
- Plasmopara gnaphalii Novot., 1962
- Plasmopara gonolobi (Lagerh.) Swingle, 1895
- Plasmopara halstedii (Farl.) Berl. & De Toni, 1888
- Plasmopara harae S. Ito & Muray., 1943
- Plasmopara helichrysi (Togashi & Egami) J. F. Tao, 1987
- Plasmopara hellebori-purpurascentis Săvul. & O. Săvul., 1951
- Plasmopara hepaticae (Casp.) C. G. Shaw, 1949
- Plasmopara illinoensis (Farl.) Davis, 1924
- Plasmopara invertifolia L. L. Duarte & R. W. Barreto, 2013
- Plasmopara isopyri Skalický, 1954
- Plasmopara lactucae-radicis Stangh. & Gilb., 1988
- Plasmopara laserpitii Wartenw. ex Săvul. & Rayss 1934
- Plasmopara latifolii Savile, 1962
- Plasmopara majewskii Constant. & Thines, 2010
- Plasmopara mei-foeniculi Săvul. & O. Săvul., 1951
- Plasmopara mikaniae Vienn.-Bourg., 1954
- Plasmopara miyakeana S. Ito & Tokun., 1935
- Plasmopara muralis Thines, 2011
- Plasmopara myosotidis C. G. Shaw, 1951
- Plasmopara nakanoi S. Ito & Muray., 1943
- Plasmopara nivea (Unger) J. Schröt., 1886
- Plasmopara obducens (J. Schröt.) J. Schröt., 1886
- Plasmopara oenanthes J. F. Tao & Y. Qin, 1986
- Plasmopara orientalis Constant., 2002
- Plasmopara palmii L. Campb., 1932
- Plasmopara panacis Bunkina ex Bondartsev & Bunkina 1960
- Plasmopara pastinacae Săvul. & O. Săvul., 1951
- Plasmopara paulowniae C. C. Chen, 1972
- Plasmopara petasitis S. Ito & Tokun., 1935
- Plasmopara petroselini Săvul. & O. Săvul., 1951
- Plasmopara peucedani Nannf., 1939
- Plasmopara phrymae S. Ito & Hara, 1943
- Plasmopara pileae Gäum. ex Jacz. 1931
- Plasmopara plantaginicola T. R. Liu & C. K. Pai, 1985
- Plasmopara plectranthi L. Ling & M. C. Tai, 1946
- Plasmopara portoricensis (Lamkey) G. M. Waterh., 1981
- Plasmopara praetermissa Voglmayr, Fatehi & Constant., 2006
- Plasmopara pusilla (de Bary) J. Schröt., 1886
- Plasmopara pyrethri Dudka & Burdjuk., 1977
- Plasmopara ribicola J. Schröt., 1888
- Plasmopara sambucinae Nelen, 1966
- Plasmopara sanguisorbae C. J. Li, Z. Q. Yuan & Z. Y. Zhao, 1995
- Plasmopara saniculae Săvul. & O. Săvul., 1951
- Plasmopara satarensis P. B. Chavan & U. V. Kulk., 1971
- Plasmopara satureiae F. L. Tai & C. T. Wei, 1933
- Plasmopara saussureae Novot., 1962
- Plasmopara selini Wrońska, 1986
- Plasmopara sii Gapon., 1972
- Plasmopara silai Săvul. & O. Săvul., 1951
- Plasmopara skvortzovii Miura, 1930
- Plasmopara smyrnii Săvul. & M. Bechet, 1971
- Plasmopara solidaginis Novot., 1962
- Plasmopara sphagneticolae McTaggart & R. G. Shivas, 2015
- Plasmopara spilanthicola Syd., 1939
- Plasmopara triumfettae A. D. Sharma & Munjal, 1979
- Plasmopara vincetoxici Ellis & Everh., 1902
- Plasmopara viticola (Berk. & M. A. Curtis) Berl. & De Toni, 1888
- Plasmopara wartenweileri Skalický, 1954
- Plasmopara wildemaniana Henn., 1907
- Plasmopara wilsonii Voglmayr, Fatehi & Constant., 2006
- Plasmopara yunnanensis J. F. Tao & Y. Qin, 1987

Selon Index Fungorum (28 février 2019) :
- Plasmopara acalyphae (G.W. Wilson) G.W. Wilson 1918
- Plasmopara achyranthis J.F. Tao & Y. Qin 1983
- Plasmopara affinis Novot. 1962
- Plasmopara ammi Constant. 1968
- Plasmopara anemones-nemorosae Săvul. & O. Săvul. 1951
- Plasmopara anethi Jermal. 1966
- Plasmopara angustiterminalis Novot. 1962
- Plasmopara apii Săvul. & O. Săvul. 1951
- Plasmopara archangelicae Gapon. 1972
- Plasmopara asterea Novot. 1962
- Plasmopara asystasiae Vienn.-Bourg. 1954
- Plasmopara australis (Speg.) Burrill 1890
- Plasmopara baicalensis Jacz. & P.A. Jacz.
- Plasmopara baudysii Skalický 1954
- Plasmopara borreriae (Lagerh.) Constant. 1991
- Plasmopara brassicae Woronin
- Plasmopara calaminthae S.H. Ou 1940
- Plasmopara carlottae Savile 1965
- Plasmopara carthami Negru 1967
- Plasmopara caucalis Săvul. & O. Săvul. 1951
- Plasmopara cenolophii Jermal. 1966
- Plasmopara centaureae-mollis T. Majewski 1968
- Plasmopara cephalophora Davis 1919
- Plasmopara cercidis C.G. Shaw 1951
- Plasmopara chinensis Gorlenko 1969
- Plasmopara cimicifugae S. Ito & Tokun. 1935
- Plasmopara cissi Vienn.-Bourg. 1954
- Plasmopara constantinescui Voglmayr & Thines 2007
- Plasmopara cruseae C.G. Shaw & Safeeulla 1962
- Plasmopara cryptotaeniae J.F. Tao & Y. Qin 1986
- Plasmopara curta (Berk. & M.A. Curtis) Skalický 1954
- Plasmopara dahurici Benua 1931
- Plasmopara dauci Săvul. & O. Săvul. 1951
- Plasmopara densa (Rabenh.) J. Schröt. 1886
- Plasmopara destructor Görg & Thines 2017
- Plasmopara domingensis (Cif.) Y.J. Choi & H.D. Shin 2008
- Plasmopara elsholtziae J.F. Tao & Y. Qin 1983
- Plasmopara epilobii J. Schröt. 1887
- Plasmopara euphrasiae Voglmayr & Constant. 2008
- Plasmopara galinsogae L. Campb. 1932
- Plasmopara geranii (Peck) Berl. & De Toni 1888
- Plasmopara geranii-pratensis Săvul. & O. Săvul. 1951
- Plasmopara geranii-silvatici Săvul. & O. Săvul. 1951
- Plasmopara gnaphalii Novot. 1962
- Plasmopara gonolobi (Lagerh.) Swingle 1892
- Plasmopara halstedii (Farl.) Berl. & De Toni 1888
- Plasmopara harae S. Ito & Muray. 1943
- Plasmopara helichrysi (Togashi & Egami) J.F. Tao 1987
- Plasmopara heliocarpi Lagerh. 1892
- Plasmopara hellebori-purpurascentis Săvul. & O. Săvul. 1951
- Plasmopara hepaticae (Casp.) C.G. Shaw 1949
- Plasmopara illinoensis (Farl.) Davis 1924
- Plasmopara impatientis (Ellis & Everh.) Berl.
- Plasmopara invertifolia L.L. Duarte & R.W. Barreto 2013
- Plasmopara isopyri Skalický 1954
- Plasmopara lactucae-radicis Stangh. & Gilb. 1988
- Plasmopara laserpitii Wartenw. ex Săvul. & Rayss 1934
- Plasmopara latifolii Savile 1962
- Plasmopara majewskii Constant. & Thines 2010
- Plasmopara mei-foeniculi Săvul. & O. Săvul. 1951
- Plasmopara mikaniae Vienn.-Bourg. 1954
- Plasmopara miyakeana S. Ito & Tokun. 1935
- Plasmopara muralis Thines 2011
- Plasmopara myosotidis C.G. Shaw 1951
- Plasmopara nakanoi S. Ito & Muray. 1943
- Plasmopara obducens (J. Schröt.) J. Schröt. 1886
- Plasmopara oenanthes J.F. Tao & Y. Qin 1986
- Plasmopara orientalis Constant. 2002
- Plasmopara palmii L. Campb. 1932
- Plasmopara panacis Bunkina ex Bondartsev & Bunkina 1960
- Plasmopara pastinacae Săvul. & O. Săvul. 1951
- Plasmopara paulowniae C.C. Chen 1972
- Plasmopara petasitis S. Ito & Tokun. 1935
- Plasmopara petroselini Săvul. & O. Săvul. 1951
- Plasmopara peucedani Nannf. 1939
- Plasmopara phrymae S. Ito & Hara 1943
- Plasmopara pileae Gäum. ex Jacz. 1931
- Plasmopara pileae S. Ito & Tokun. 1935
- Plasmopara plantaginicola T.R. Liu & C.K. Pai 1985
- Plasmopara plectranthi A.D. Sharma & Munjal 1979
- Plasmopara plectranthi L. Ling & M.C. Tai 1946
- Plasmopara portoricensis (Lamkey) G.M. Waterh. 1981
- Plasmopara praetermissa Voglmayr, Fatehi & Constant. 2006
- Plasmopara pusilla (de Bary) J. Schröt. 1886
- Plasmopara pyrethri Dudka & Burdjuk. 1977
- Plasmopara ribicola J. Schröt. 1888
- Plasmopara sambucinae Nelen 1966
- Plasmopara sanguisorbae C.J. Li, Z.Q. Yuan & Z.Y. Zhao 1995
- Plasmopara saniculae Săvul. & O. Săvul. 1951
- Plasmopara satarensis P.B. Chavan & U.V. Kulk. 1971
- Plasmopara satureiae F.L. Tai & C.T. Wei 1933
- Plasmopara saussureae Novot. 1962
- Plasmopara selini Wrońska 1986
- Plasmopara sii Gapon. 1972
- Plasmopara silai Săvul. & O. Săvul. 1951
- Plasmopara skvortzovii Miura 1930
- Plasmopara smyrnii Săvul. & M. Bechet 1971
- Plasmopara solidaginis Novot. 1962
- Plasmopara sphagneticolae McTaggart & R.G. Shivas 2015
- Plasmopara spilanthicola Syd. 1939
- Plasmopara triumfettae A.D. Sharma & Munjal 1979
- Plasmopara velutina Görg & Thines 2017
- Plasmopara venezuelana Chardón 1939
- Plasmopara vernoniae-chinensis Sawada
- Plasmopara viburni Peck 1890
- Plasmopara vincetoxici Ellis & Everh. 1902
- Plasmopara viticola (Berk. & M.A. Curtis) Berl. & De Toni 1888
- Plasmopara wartenweileri Skalický 1954
- Plasmopara wildemaniana Henn. 1907
- Plasmopara wilsonii Voglmayr, Fatehi & Constant. 2006
- Plasmopara yunnanensis J.F. Tao & Y. Qin 1987

Selon NCBI (28 février 2019) :
- Plasmopara angelicae
- Plasmopara angustiterminalis
- Plasmopara australis Peronospora australis Speg. 1881
- Plasmopara baudysii
- Plasmopara chaerophylli
- Plasmopara constantinescui
- Plasmopara densa
- Plasmopara destructor Goerg & Thines, 2017
- Plasmopara epilobii
- Plasmopara euphrasiae
- Plasmopara geranii
- Plasmopara geranii-sylvatici
- Plasmopara halstedii Peronospora halstedii Farl., 1883
- Plasmopara invertifolia Duarte & Barreto 2013
- Plasmopara laserpitii Wartenw.
- Plasmopara majewskii Constantinescu & Thines, 2010
- Plasmopara megasperma
- Plasmopara mei-foeniculi
- Plasmopara muralis Thines 2010
- Plasmopara nivea Plasmopara umbelliferarum (Casp.) J. Schrt. ex Wartenw.
- Plasmopara obducens
- Plasmopara pastinacae
- Plasmopara penniseti
- Plasmopara peucedani
- Plasmopara pimpinellae
- Plasmopara praetermissa
- Plasmopara pusilla
- Plasmopara siegesbeckiae
- Plasmopara sii
- Plasmopara skvortzovii
- Plasmopara solidaginis
- Plasmopara sphagneticolae McTaggart & R.G. Shivas, 2015
- Plasmopara velutina Goerg & Thines, 2017
- Plasmopara viticola
- Plasmopara wildemaniana
- Plasmopara wilsonii Voglmayr, Fatehi & Constant. 2006